# Zale levida
Zale levida là một loài bướm đêm trong họ Erebidae.